# Mario Manfredi (driver)
Mario Manfredi (Mantova, 14 ottobre 1924 – Guidizzolo, 24 maggio 1961) è stato un driver italiano, vinse 1505 corse.
Fu premiato due volte con il Frustino d'oro che era appannaggio del driver con il maggior numero di vittorie nella singola annata, 242 nel 1959 e 250 nel 1960. La carriera e la vita si interruppero precocemente e tragicamente a causa di un incidente stradale occorso a Guidizzolo tra la sua Alfa Romeo Giulietta Sprint e una autocisterna. Nello scontro morì anche Aldo Talassi, il capo-scuderia della scuderie del Te di Mantova.